# Championnats du monde de trampoline 1988
Navigation
Édition précédente Édition suivante
Les championnats du monde de trampoline 1988, quinzième édition des championnats du monde de trampoline, ont eu lieu du 10 au 12 mai 1988 à Birmingham, aux États-Unis.

## Podiums
| Épreuves                                    | Or                                           | Argent                                           | Bronze                                      |
| ------------------------------------------- | -------------------------------------------- | ------------------------------------------------ | ------------------------------------------- |
| Hommes                                      |                                              |                                                  |                                             |
| Trampoline par équipes résultats détaillés  | Union soviétique                             | Allemagne de l'Ouest                             | Pologne                                     |
| Double Mini par équipes résultats détaillés | États-Unis                                   | Australie                                        | Portugal                                    |
| Tumbling par équipes résultats détaillés    | France                                       | Pologne                                          | États-Unis                                  |
| Individuel résultats détaillés              | Vadim Krasnochapka (URS)                     | Dmitri Poliaroush (URS)                          | Igor Bogachev (URS)                         |
| Double Mini résultats détaillés             | Adrian Wareham (AUS)                         | Terry Butler (USA)                               | Brett Austine (AUS)                         |
| Tumbling résultats détaillés                | Pascal Éouzan (FRA)                          | Didier Semmola (FRA)                             | Krzysztof Wilusz (POL)                      |
| Synchro résultats détaillés                 | Vadim Krasnochapka (URS) Igor Bogachev (URS) | Igor Gelimbatovski (URS) Sergei Nestreliai (URS) | Hubert Barthod (FRA) Lionel Pioline (FRA)   |
| Femmes                                      |                                              |                                                  |                                             |
| Trampoline par équipes résultats détaillés  | Union soviétique                             | Royaume-Uni                                      | Allemagne de l'Ouest                        |
| Double Mini par équipes résultats détaillés | Australie                                    | Nouvelle-Zélande                                 | États-Unis                                  |
| Tumbling par équipes résultats détaillés    | États-Unis                                   | France                                           | Belgique                                    |
| Individuel résultats détaillés              | Rusudan Khoperia (URS)                       | Andrea Holmes (GBR)                              | Yelena Merkulova (URS)                      |
| Double Mini résultats détaillés             | Liz Jensen (AUS)                             | Lisa Newman-Morris (AUS)                         | Gabi Dreier (FRG)                           |
| Tumbling résultats détaillés                | Megan Cunningham (USA)                       | Toni Ovelletto (USA)                             | Malgorzata Poplawska (POL)                  |
| Synchro résultats détaillés                 | Elena Kolomeets (URS) Rusudan Khoperia (URS) | Andrea Holmes (GBR) Sachelle Halford (GBR)       | Elena Merkulova (URS) Tatiana Lushina (URS) |

## Tableau des médailles
| Rang | Nation               | Or | Argent | Bronze | Total |
| ---- | -------------------- | -- | ------ | ------ | ----- |
| 1    | Union soviétique     | 6  | 2      | 3      | 11    |
| 2    | États-Unis           | 3  | 2      | 2      | 7     |
| 3    | Australie            | 3  | 2      | 1      | 6     |
| 4    | France               | 2  | 2      | 1      | 5     |
| 5    | Royaume-Uni          | 0  | 3      | 0      | 3     |
| 6    | Pologne              | 0  | 1      | 3      | 4     |
| 7    | Allemagne de l'Ouest | 0  | 1      | 2      | 3     |
| 8    | Nouvelle-Zélande     | 0  | 1      | 0      | 1     |
| 9    | Belgique             | 0  | 0      | 1      | 1     |
| 9    | Portugal             | 0  | 0      | 1      | 1     |